# Nokere Koerse 1965
La Nokere Koerse 1965, ventesima edizione della corsa, si svolse il 27 marzo per un percorso con partenza ed arrivo a Nokere. Fu vinta dal belga Arthur Decabooter della squadra Wiel s-Groene Leeuw davanti ai connazionali Joseph Mathy e Gustaaf De Smet.

## Ordine d'arrivo (Top 10)
| Pos. | Corridore           | Squadra               | Tempo |
| ---- | ------------------- | --------------------- | ----- |
| 1    | Arthur Decabooter   | Wiel's-Groene Leeuw   |       |
| 2    | Joseph Mathy        | Solo-Superia          |       |
| 3    | Gustaaf De Smet     | Wiel's-Groene Leeuw   |       |
| 4    | Benoni Beheyt       | Wiel's-Groene Leeuw   |       |
| 5    | Walter Boucquet     | Flandria-Romeo        |       |
| 6    | Jacques Bels        | Wiel's-Groene Leeuw   |       |
| 7    | Robert De Middeleir | Mercier-BP-Hutchinson |       |
| 8    | Georges Decraeye    | Solo-Superia          |       |
| 9    | Hugo De Thaey       | Lamot-Libertas        |       |
| 10   | Eric Esprit         | Flandria-Romeo        |       |